# كندا في الألعاب البارالمبية الأمريكية 2019
شاركت كندا في الألعاب البارالمبية الأمريكية 2019 في ليما، بيرو من 23 أغسطس إلى 1 سبتمبر 2019.

## الميداليات
| الميدالية | الاسم                                                                           | الرياضة                        | الحدث                         |
| --------- | ------------------------------------------------------------------------------- | ------------------------------ | ----------------------------- |
| ذهبية     | ناثان ريش                                                                       | ألعاب القوى                    | 1500 متر رجال T38             |
| ذهبية     | غويلوم أوليه                                                                    | ألعاب القوى                    | 5000 متر رجال T13             |
| ذهبية     | جنيفر براون                                                                     | ألعاب القوى                    | رمي القرص سيدات F38           |
| ذهبية     | باسكال لابوان أوليفيا ماير                                                      | الريشة الطائرة                 | زوجي مختلط SL1-SU5            |
| ذهبية     | ماركو ديسبالترو                                                                 | البوتشيا                       | فردي BC4                      |
| ذهبية     | كارلا شيبلي                                                                     | الدراجات                       | سباق الطريق سيدات B           |
| ذهبية     | ماثيو كيني                                                                      | الدراجات                       | الزمن المختلط H1-5            |
| ذهبية     | آني بوشار                                                                       | الدراجات                       | سباق 1 كم زمن سيدات B         |
| ذهبية     | كارلا شيبلي                                                                     | الدراجات                       | السعي الفردي سيدات B          |
| ذهبية     | نيكولاس بينيت                                                                   | السباحة                        | 200 متر حرة رجال S14          |
| ذهبية     | نيكولاس بينيت                                                                   | السباحة                        | 100 متر صدر رجال SB14         |
| ذهبية     | نيكولاس بينيت                                                                   | السباحة                        | 200 متر فردي ميدلي رجال SM14  |
| ذهبية     | تايسون ماكدونالد                                                                | السباحة                        | 100 متر ظهر رجال S14          |
| ذهبية     | أنجيلا مارينا                                                                   | السباحة                        | 200 متر حرة سيدات S14         |
| ذهبية     | أنجيلا مارينا                                                                   | السباحة                        | 100 متر فراشة سيدات S14       |
| ذهبية     | فريق السيدات                                                                    | كرة السلة على الكراسي المتحركة | دورة السيدات                  |
| ذهبية     | روبرت شو                                                                        | التنس على الكراسي المتحركة     | فردي الرباعي                  |
| فضية      | زكاري غينغراس                                                                   | ألعاب القوى                    | 400 متر رجال T38              |
| فضية      | ليام ستانلي                                                                     | ألعاب القوى                    | 1500 متر رجال T38             |
| فضية      | غريغ ستيوارت                                                                    | ألعاب القوى                    | رمي الجلة رجال F46            |
| فضية      | يوكا تشوكيو                                                                     | الريشة الطائرة                 | فردي سيدات WH2                |
| فضية      | أوليفيا ماير                                                                    | الريشة الطائرة                 | فردي سيدات SU5                |
| فضية      | آني بوشار                                                                       | الدراجات                       | سباق الطريق سيدات B           |
| فضية      | لويل تايلور                                                                     | الدراجات                       | الزمن المختلط B               |
| فضية      | لويل تايلور                                                                     | الدراجات                       | السعي الفردي رجال B           |
| فضية      | كارلا شيبلي                                                                     | الدراجات                       | 1 كم زمن سيدات B              |
| فضية      | آني بوشار                                                                       | الدراجات                       | السعي الفردي سيدات B          |
| فضية      | ماري-كلود مولنار                                                                | الدراجات                       | السعي الفردي سيدات C4-5       |
| فضية      | بريسيلا غانيه                                                                   | الجودو                         | سيدات -52 كجم                 |
| فضية      | باتريك واترز                                                                    | السباحة                        | 100 متر صدر رجال SB9          |
| فضية      | نيكولاس بينيت                                                                   | السباحة                        | 100 متر فراشة رجال S14        |
| فضية      | تايسون ماكدونالد                                                                | السباحة                        | 200 متر فردي ميدلي رجال SM14  |
| فضية      | كريستال شو                                                                      | السباحة                        | 50 متر حرة سيدات S7           |
| فضية      | كريستال شو                                                                      | السباحة                        | 100 متر حرة سيدات S7          |
| فضية      | كريستال شو                                                                      | السباحة                        | 100 متر ظهر سيدات S7          |
| فضية      | أنجيلا مارينا                                                                   | السباحة                        | 100 متر ظهر سيدات S14         |
| فضية      | فريق الرجال                                                                     | كرة السلة على الكراسي المتحركة | دورة الرجال                   |
| فضية      | الفريق المختلط                                                                  | الرجبي على الكراسي المتحركة    | دورة مختلطة                   |
| برونزية   | ليام ستانلي                                                                     | ألعاب القوى                    | 400 متر رجال T37              |
| برونزية   | باسكال لابوان                                                                   | الريشة الطائرة                 | فردي رجال SL4                 |
| برونزية   | برنارد لابوان [[ريتشارد بيتر (بارالمبي)]\|ريتشارد بيتر]]                        | الريشة الطائرة                 | زوجي رجال WH1-WH2             |
| برونزية   | إريك بوسير فيليب لورد ماري لو مارتينو                                           | البوتشيا                       | زوجي BC3                      |
| برونزية   | يوليان سيوبانو ماركو ديسبالترو أليسون ليفين                                     | البوتشيا                       | زوجي BC4                      |
| برونزية   | مايكل شيتلر                                                                     | الدراجات                       | سباق الطريق المختلط T1-2      |
| برونزية   | كارلا شيبلي                                                                     | الدراجات                       | الزمن المختلط B               |
| برونزية   | مايكل شيتلر                                                                     | الدراجات                       | الزمن المختلط T1-2            |
| برونزية   | آرون غيبريوهانس برونو هاشي بلير نيسبيت بيتر بارسونز دوجلاس ريبيلي أحمد زيفيدافي | كرة الهدف                      | فريق الرجال                   |
| برونزية   | ويتني بوغارت أمي بيرك روبي حماد ميغان ماهون إيما راينك مريم صالحيزاده           | كرة الهدف                      | فريق السيدات                  |
| برونزية   | فريق الرجال                                                                     | كرة الطائرة الجالسة            | دورة الرجال                   |
| برونزية   | فريق السيدات                                                                    | كرة الطائرة الجالسة            | دورة السيدات                  |
| برونزية   | تايسون ماكدونالد                                                                | السباحة                        | 200 متر حرة رجال S14          |
| برونزية   | أريانا هونسكر                                                                   | السباحة                        | 50 متر حرة سيدات S10          |
| برونزية   | أريانا هونسكر                                                                   | السباحة                        | 400 متر حرة سيدات S10         |
| برونزية   | مريم سليمان                                                                     | السباحة                        | 100 متر ظهر سيدات S6          |
| برونزية   | أريانا هونسكر                                                                   | السباحة                        | 100 متر ظهر سيدات S10         |
| برونزية   | إيما فان ديك                                                                    | السباحة                        | 100 متر فراشة سيدات S14       |
| برونزية   | أريانا هونسكر                                                                   | السباحة                        | 200 متر فردي ميدلي سيدات SM10 |
| برونزية   | كولين كليوتا أريانا هونسكر كريستال شو ميشيل توفيزي                              | السباحة                        | 4×100 متر ميدلي سيدات         |
| برونزية   | إيان كينت                                                                       | تنس الطاولة                    | فردي رجال C8                  |
| برونزية   | ستيفاني تشان                                                                    | تنس الطاولة                    | فردي سيدات C7                 |

## ألعاب القوى
سباقات الرجال
| الرياضي        | الحدث     | الجولات    | الجولات | النهائي  | النهائي  | النهائي |
| الرياضي        | الحدث     | النتيجة    | الترتيب | النتيجة  | الترتيب  |         |
| -------------- | --------- | ---------- | ------- | -------- | -------- | ------- |
| مايكل باربر    | 400م T20  | 54.15      | 5       | لم يتأهل | لم يتأهل |         |
| مايكل باربر    | 1500م T20 | 4:19.52    | 6       |          |          |         |
| بن براون       | 400م T53  | 56.94      | 6       |          |          |         |
| بن براون       | 1500م T54 | 3:33.24    | 9       |          |          |         |
| ميتشل تشايس    | 1500م T38 | 4:32.41    | 5       |          |          |         |
| غاريسن فريلان  | 400م T20  | 54.62      | 6       | لم يتأهل | لم يتأهل |         |
| زاكاري غينغراس | 400م T38  | 53.16      | الثاني  |          |          |         |
| ديفيد جونسون   | 100م T12  | 12.08      | 3       | لم يتأهل | لم يتأهل |         |
| ديفيد جونسون   | 400م T12  | 53.85      | 4       | لم يتأهل | لم يتأهل |         |
| مايكل جونستون  | 100م T37  | 14.65      | 8       |          |          |         |
| توماس نورماندو | 400م T47  | 52.09      | 3 Q     | 51.86    | 6        |         |
| غويوم أويلت    | 1500م T13 | 4:07.56    | 4       |          |          |         |
| غويوم أويلت    | 5000م T13 | 15:08.68   | الأول   |          |          |         |
| ناثان ريش      | 1500م T38 | 4:03.72    | الأول   |          |          |         |
| ليام ستانلي    | 400م T37  | 55.47      | 2 Q     | 55.22    | الثالث   |         |
| ليام ستانلي    | 1500م T38 | 4:12.13 PR | الثاني  |          |          |         |
| كايل وايتهاوس  | 100م T38  | 11.97      | 4       |          |          |         |

سباقات الرجال (الميدان)
| الرياضي         | الحدث               | النهائي | النهائي | النهائي |
| الرياضي         | الحدث               | النتيجة | الترتيب |         |
| --------------- | ------------------- | ------- | ------- | ------- |
| ديفيد بامبريك   | رمي القرص F37       | 33.99   | 4       |         |
| غاريسن فريلان   | القفز الطويل T20    | 5.34    | 6       |         |
| مايكل جونستون   | القفز الطويل T37    | 4.34    | 8       |         |
| أليستر ماكوين   | رمي الرمح F64       | 51.69   | 5       |         |
| هاريسون أوربي   | رمي الجلة F32/33/34 | 6.68    | 5       |         |
| غريغوري ستيوارت | رمي الجلة F46       | 14.96   | الثاني  |         |

سباقات السيدات
| الرياضي      | الحدث    | الجولات | الجولات | النهائي  | النهائي  | النهائي |
| الرياضي      | الحدث    | النتيجة | الترتيب | النتيجة  | الترتيب  |         |
| ------------ | -------- | ------- | ------- | -------- | -------- | ------- |
| أماندا رومري | 100م T47 | 13.97   | 5       | لم تتأهل | لم تتأهل |         |
| أماندا رومري | 200م T47 | 28.14   | 5       | لم تتأهل | لم تتأهل |         |
| أماندا رومري | 400م T47 | 1:03.39 | 2 Q     | 1:03.34  | 6        |         |

سباقات السيدات (الميدان)
| الرياضي             | الحدث                      | النهائي | النهائي | النهائي |
| الرياضي             | الحدث                      | النتيجة | الترتيب |         |
| ------------------- | -------------------------- | ------- | ------- | ------- |
| جينيفر براون        | رمي القرص F38              | 29.35   | الأول   |         |
| مارثا غوستافسون     | رمي القرص F53              | 8.58    | الثالث  |         |
| ليجيليانا ليوبسيتش  | رمي القرص F11              | 27.08   | 4       |         |
| سارة ميكي           | رمي القرص F55              | 21.38   | 4       |         |
| سارة ميكي           | رمي الرمح F56              | DNS     | DNS     |         |
| إيمي وات            | القفز الطويل T47           | 4.66    | 6       |         |
| ماديسون ويلسون-واكر | القفز الطويل T42-44/T61-63 | 3.89    | 4       |         |

## الريشة الطائرة
كندا ضمنت سبع حصص في رياضة الريشة الطائرة.

### الرجال
| الرياضي                      | الحدث          | الجولات                       | الجولات                            | الجولات | نصف النهائي                        | النهائي / BM                     | النهائي / BM |
| الرياضي                      | الحدث          | الخصم النتيجة                 | الخصم النتيجة                      | الترتيب | الخصم النتيجة                      | الخصم النتيجة                    | الترتيب      |
| ---------------------------- | -------------- | ----------------------------- | ---------------------------------- | ------- | ---------------------------------- | -------------------------------- | ------------ |
| ويليام روسي                  | فردي SL3       | زوفو (البرازيل) ل 1–2         | فرانكو (فنزويلا) ف 2–0             | 2 Q     | زوفو (البرازيل) ل 1–2              | بيلو (كوبا) ل 0–2                | 4            |
| باسكال لا بوانت              | فردي SL4       | أوليڤيرا (البرازيل) ل 0–2     | ألفاردو (فنزويلا) ف 2–0            | 2 Q     | أنغويانو (غواتيمالا) ل 0–2         | كويتو (بيرو) ف 2–0               | الثالث       |
| وايات لايتفوت                | فردي SS6       | آباركا (تشيلي) ف 2–0          | كرايوفسكي (الولايات المتحدة) ل 1–2 | 2 Q     | كرايوفسكي (الولايات المتحدة) ل 0–2 | سالڤا (بيرو) ل 1–2               | 4            |
| برنارد لا بوانت ريتشارد بيتر | الزوجي WH1/WH2 | كانو / سوارس (البرازيل) ل 0–2 | فاخاردو / ميرندا (بيرو) ف 2–0      | 2 Q     | كونسيكاو / جودوي (البرازيل) ل 0–2  | أرغوينيز / كانشينو (تشيلي) ف 2–1 | الثالث       |

### السيدات
| الرياضي      | الحدث    | الجولات التمهيدية     | الجولات التمهيدية       | الجولات التمهيدية      | الجولات التمهيدية      | الجولات التمهيدية | نصف النهائي           | النهائي / BM         | النهائي / BM |
| الرياضي      | الحدث    | الخصم النتيجة         | الخصم النتيجة           | الخصم النتيجة          | الخصم النتيجة          | الترتيب           | الخصم النتيجة         | الخصم النتيجة        | الترتيب      |
| ------------ | -------- | --------------------- | ----------------------- | ---------------------- | ---------------------- | ----------------- | --------------------- | -------------------- | ------------ |
| يوكا تشوكيو  | فردي WH2 | سوزا (البرازيل) ف 2–0 | خيمينوس (تشيلي) ف 2–0   | —                      | —                      | 1 Q               | سوزا (البرازيل) ف 2–1 | جاوريغي (بيرو) ل 2–0 | الثاني       |
| أوليفيا ماير | فردي SU5 | لانيس (كوبا) ف 2–0    | ألميدا (البرازيل) ل 0-2 | فينتوسيلا (بيرو) ف 2–0 | بانتريانو (بيرو) ف 2–0 | —                 | —                     | —                    | الثاني       |

### الزوجي المختلط
| الرياضي                      | الحدث          | الجولات التمهيدية              | الجولات التمهيدية              | الجولات التمهيدية         | الجولات التمهيدية               | الجولات التمهيدية |
| الرياضي                      | الحدث          | الخصم النتيجة                  | الخصم النتيجة                  | الخصم النتيجة             | الخصم النتيجة                   | الترتيب           |
| ---------------------------- | -------------- | ------------------------------ | ------------------------------ | ------------------------- | ------------------------------- | ----------------- |
| باسكال لا بوانت أوليفيا ماير | الزوجي SL3-SU5 | كويتو / فينتوسيلا (بيرو) ف 2–0 | ألميدا / روسو (البرازيل) ف 2–0 | بيلو / لانيس (كوبا) ف 2–0 | كافالي / سيلفا (البرازيل) ف 2–1 | الأول             |

## البوتشيا
كندا ضمنت سبع حصص في البوتشيا.
| الرياضي                                      | الحدث      | الجولات التمهيدية              | الجولات التمهيدية | الجولات التمهيدية        | ربع النهائي            | نصف النهائي                | النهائي       | النهائي |
| الرياضي                                      | الحدث      | الخصم                          | الخصم النتيجة     | الترتيب                  | الخصم النتيجة          | الخصم النتيجة              | الخصم النتيجة | الترتيب |
| -------------------------------------------- | ---------- | ------------------------------ | ----------------- | ------------------------ | ---------------------- | -------------------------- | ------------- | ------- |
| هانيف ماوجي                                  | فردي BC1   | فلوريس (الأرجنتين) ل 1–6       | 3                 | لم يتأهل                 | لم يتأهل               | لم يتأهل                   | لم يتأهل      |         |
| هانيف ماوجي                                  | فردي BC1   | دي سيلفا-أندريد (برمودا) ف 6–2 | 3                 | لم يتأهل                 | لم يتأهل               | لم يتأهل                   | لم يتأهل      |         |
| هانيف ماوجي                                  | فردي BC1   | سانشيز (المكسيك) ل 1–7         | 3                 | لم يتأهل                 | لم يتأهل               | لم يتأهل                   | لم يتأهل      |         |
| إيريك بوسيير                                 | فردي BC3   | سوتو فاخاردو (بيرو) ف 11–0     | 2 Q               | روميرو (كولومبيا) ل 0–7  | لم يتأهل               | لم يتأهل                   | لم يتأهل      |         |
| إيريك بوسيير                                 | فردي BC3   | فيراندو (الأرجنتين) ل 2–5      | 2 Q               | روميرو (كولومبيا) ل 0–7  | لم يتأهل               | لم يتأهل                   | لم يتأهل      |         |
| فيليب لورد                                   | فردي BC3   | لوسلي تانشيز (غواتيمالا) ف 9–1 | 2                 | لم يتأهل                 | لم يتأهل               | لم يتأهل                   | لم يتأهل      |         |
| فيليب لورد                                   | فردي BC3   | روييز (الأرجنتين) ل 1–4        | 2                 | لم يتأهل                 | لم يتأهل               | لم يتأهل                   | لم يتأهل      |         |
| ماري لو مارتينو                              | فردي BC3   | روميرو (كولومبيا) ل 1–8        | 2                 | لم يتأهل                 | لم يتأهل               | لم يتأهل                   | لم يتأهل      |         |
| ماري لو مارتينو                              | فردي BC3   | أنزالاس (الأرجنتين) ف 5–3      | 2                 | لم يتأهل                 | لم يتأهل               | لم يتأهل                   | لم يتأهل      |         |
| إيوليان سيوبانو                              | فردي BC4   | بروفيني (الأرجنتين) ف 9–0      | 2 Q               | ليفين (كندا) ف 7–0       | ديبالتروا (كندا) ل 1–7 | سيلي (كولومبيا) ل 3–5      | 4             |         |
| إيوليان سيوبانو                              | فردي BC4   | غريزاليز (كولومبيا) ل 3–5      | 2 Q               | ليفين (كندا) ف 7–0       | ديبالتروا (كندا) ل 1–7 | سيلي (كولومبيا) ل 3–5      | 4             |         |
| ماركو ديبالتروا                              | فردي BC4   | م دوس سانتوس (البرازيل) ل 2–4  | 2 Q               | لوريندا (البرازيل) ف 3–2 | سيوبانو (كندا) ف 7–1   | غريزاليز (كولومبيا) ف 11–2 | الأول         |         |
| ماركو ديبالتروا                              | فردي BC4   | إي دوس سانتوس (البرازيل) ف 5–1 | 2 Q               | لوريندا (البرازيل) ف 3–2 | سيوبانو (كندا) ف 7–1   | غريزاليز (كولومبيا) ف 11–2 | الأول         |         |
| أليسون ليفين                                 | فردي BC4   | تشيكا (كولومبيا) ف 11–1        | 1 Q               | سيوبانو (كندا) ل 0–7     | لم يتأهل               | لم يتأهل                   | لم يتأهل      |         |
| أليسون ليفين                                 | فردي BC4   | مانويل (المكسيك) ل 2–5         | 1 Q               | سيوبانو (كندا) ل 0–7     | لم يتأهل               | لم يتأهل                   | لم يتأهل      |         |
| إييريك بوسيير فيليب لورد ماري لو مارتينو     | الزوجي BC3 | الأرجنتين (الأرجنتين) ف 4*–4   | —                 | —                        | —                      | —                          | الثالث        |         |
| إييريك بوسيير فيليب لورد ماري لو مارتينو     | الزوجي BC3 | كولومبيا (كولومبيا) ل 3–3*     | —                 | —                        | —                      | —                          | الثالث        |         |
| إييريك بوسيير فيليب لورد ماري لو مارتينو     | الزوجي BC3 | البرازيل (البرازيل) ل 3–4      | —                 | —                        | —                      | —                          | الثالث        |         |
| إيوليان سيوبانو ماركو ديبالتروا أليسون ليفين | الزوجي BC4 | البرازيل (البرازيل) ل 2–4      | —                 | —                        | —                      | —                          | الثالث        |         |
| إيوليان سيوبانو ماركو ديبالتروا أليسون ليفين | الزوجي BC4 | المكسيك (المكسيك) ف 10–0       | —                 | —                        | —                      | —                          | الثالث        |         |
| إيوليان سيوبانو ماركو ديبالتروا أليسون ليفين | الزوجي BC4 | كولومبيا (كولومبيا) ل 1–4      | —                 | —                        | —                      | —                          | الثالث        |         |

## الدراجات

### الطرق
الرجال
| الرياضي         | الحدث                | الوقت     | الترتيب |
| --------------- | -------------------- | --------- | ------- |
| لويل تايلور     | سباق الطريق B        | 2:28:05   | 4       |
| لويل تايلور     | التجربة الزمنية B    | 39:46.208 | الثاني  |
| مايكل كيني      | التجربة الزمنية H1-5 | 31:17.880 | الأول   |
| باتريك ديسنويير | سباق الطريق H3-5     | 2:12:23   | 6       |
| باتريك ديسنويير | التجربة الزمنية H1-5 | 34:12.978 | 7       |
| ريكو مورنو      | سباق الطريق H3-5     | 2:07:03   | 4       |
| ريكو مورنو      | التجربة الزمنية H1-5 | 32:46.147 | 4       |
| مايكل شيتلر     | سباق الطريق T1-2     | 35:36     | الثالث  |
| مايكل شيتلر     | التجربة الزمنية T1-2 | 34:18.338 | الثالث  |

السيدات
| الرياضي          | الحدث                | الوقت     | الترتيب |
| ---------------- | -------------------- | --------- | ------- |
| أني بوشارد       | سباق الطريق B        | 2:34:53   | الثاني  |
| أني بوشارد       | التجربة الزمنية B    | 41:52.109 | 6       |
| كارلا شيبلي      | سباق الطريق B        | 2:33:16   | الأول   |
| كارلا شيبلي      | التجربة الزمنية B    | 40:19.348 | الثالث  |
| ماري-كلود مولنار | سباق الطريق C4-5     | 1:46:11   | 5       |
| ماري-كلود مولنار | التجربة الزمنية C1-5 | 31:00.537 | 4       |

### المضمار
الرجال
| الرياضي     | الحدث | التأهل   | التأهل  | النهائي     | النهائي |
| الرياضي     | الحدث | الوقت    | الترتيب | الخصم الوقت | الترتيب |
| ----------- | --- | -------- | ------- | ----------- | ------- |
| لويل تايلور | الملاحقة الفردية B | 4:28.917 | 2 Q     | 4:30.560    | الثاني  |
| لويل تايلور | التجربة الزمنية B data-sort-value="" style="background: var(--background-color-interactive, #ececec); color: var(--color-base, inherit); vertical-align: middle; text-align: center; " class="table-na" \| — | 1:08.231 | 4       |             |         |

السيدات
| الرياضي          | الحدث | التأهل   | التأهل  | النهائي     | النهائي |
| الرياضي          | الحدث | الوقت    | الترتيب | الخصم الوقت | الترتيب |
| ---------------- | --- | -------- | ------- | ----------- | ------- |
| أني بوشارد       | الملاحقة الفردية B | 3:53.028 | 2 Q     | 3:51.036    | الثاني  |
| أني بوشارد       | التجربة الزمنية B data-sort-value="" style="background: var(--background-color-interactive, #ececec); color: var(--color-base, inherit); vertical-align: middle; text-align: center; " class="table-na" \| —    | 1:15.310 | الأول   |             |         |
| كارلا شيبلي      | الملاحقة الفردية B | 3:52.030 | 1 Q     | 3:50.575    | الأول   |
| كارلا شيبلي      | التجربة الزمنية B data-sort-value="" style="background: var(--background-color-interactive, #ececec); color: var(--color-base, inherit); vertical-align: middle; text-align: center; " class="table-na" \| —    | 1:16.132 | الثاني  |             |         |
| ماري-كلود مولنار | الملاحقة الفردية C4-5 | 4:09.802 | 2 Q     | OVL         | الثاني  |
| ماري-كلود مولنار | التجربة الزمنية C1-5 data-sort-value="" style="background: var(--background-color-interactive, #ececec); color: var(--color-base, inherit); vertical-align: middle; text-align: center; " class="table-na" \| — | 42.612   | 7       |             |         |

## كرة الهدف
| الفريق     | الحدث         | دور المجموعات                 | دور المجموعات     | دور المجموعات          | دور المجموعات        | دور المجموعات                | دور المجموعات | ربع النهائي           | نصف النهائي                  | النهائي / BM          | النهائي / BM |
| الفريق     | الحدث         | الخصم النتيجة                 | الخصم النتيجة     | الخصم النتيجة          | الخصم النتيجة        | الخصم النتيجة                | الترتيب | الخصم النتيجة         | الخصم النتيجة                | الخصم النتيجة         | الترتيب      |
| ---------- | ------------- | ----------------------------- | ----------------- | ---------------------- | -------------------- | ---------------------------- | --- | --------------------- | ---------------------------- | --------------------- | ------------ |
| رجال كندا  | الحدث للرجال  | الولايات المتحدة (USA) ف 10–5 | بيرو (PER) ف 11–1 | فنزويلا (VEN) ف 13–14  | —                    | —                            | 1 Q | الأرجنتين (ARG) ف 6–3 | الولايات المتحدة (USA) خ 4–6 | فنزويلا (VEN) ف 13–11 | الثالث       |
| سيدات كندا | الحدث للسيدات | البرازيل (BRA) خ 3–9          | بيرو (PER) ف 13–3 | كوستاريكا (CRC) ف 10–0 | المكسيك (MEX) ف 14–4 | الولايات المتحدة (USA) خ 4–3 | data-sort-value="" style="background: var(--background-color-interactive, #ececec); color: var(--color-base, inherit); vertical-align: middle; text-align: center; " class="table-na" \| — | البرازيل (BRA) خ 3–4  | المكسيك (MEX) ف 10–0         | الثالث                |              |

## الجودو
تمكن اثنان من لاعبي الجودو من الحصول على مقاعد.
الرجال
| الرياضي     | الحدث            | التصفيات                 | ربع النهائي   | نصف النهائي   | المرحلة التكرارية الجولة 1   | المرحلة التكرارية الجولة 2    | النهائي/ مباراة الميدالية البرونزية |
| الرياضي     | الحدث            | الخصم النتيجة            | الخصم النتيجة | الخصم النتيجة | الخصم النتيجة                | الخصم النتيجة                 | الخصم النتيجة                       |
| ----------- | ---------------- | ------------------------ | ------------- | ------------- | ---------------------------- | ----------------------------- | ----------------------------------- |
| جوستين كارن | الرجال -60 كجم\| | بيريز (كوبا) خ 0000-0010 | —             | —             | أبورتو (المكسيك) ف 1001-0002 | ماركيس (البرازيل) خ 00S1-01S1 |                                     |

السيدات
| الرياضي       | الحدث          | دور المجموعات                 | دور المجموعات                  | دور المجموعات                  | دور المجموعات                 | الترتيب |
| الرياضي       | الحدث          | الخصم النتيجة                 | الخصم النتيجة                  | الخصم النتيجة                  | الخصم النتيجة                 | الترتيب |
| ------------- | -------------- | ----------------------------- | ------------------------------ | ------------------------------ | ----------------------------- | ------- |
| بريسيلا غانيه | النساء -52 كجم | بيريرا (البرازيل) خ 0000-0010 | كاردوسو (البرازيل) ف 0010-00S1 | ليدسما (الأرجنتين) ف 0011-0000 | غوميز (الأرجنتين) ف 0010-0000 | الثاني  |

## السباحة

### الرجال
| الرياضي          | الحدث           | التصفيات | التصفيات | النهائي  | النهائي  |
| الرياضي          | الحدث           | النتيجة  | الترتيب  | النتيجة  | الترتيب  |
| ---------------- | --------------- | -------- | -------- | -------- | -------- |
| كاليب أرندت      | 50م حرة S13     | 29.05    | 6 Q      | 28.62    | 7        |
| كاليب أرندت      | 100م حرة S13    | 1:04.23  | 8 Q      | 1:03.45  | 8        |
| كاليب أرندت      | 400م حرة S13    | 5:02.31  | 5 Q      | 4:57.55  | 5        |
| كاليب أرندت      | 100م فراشة S13  | 1:15.57  | 10       | لم يتأهل | لم يتأهل |
| كاليب أرندت      | 200م ميدلي SM13 | 2:39.76  | 5        |          |          |
| نيكولاس بينيت    | 200م حرة S14    | 2:01.33  | 1 Q      | 1:59.10  | الأول    |
| نيكولاس بينيت    | 100م ظهر S14    | 1:07.90  | 4 Q      | 1:06.44  | 4        |
| نيكولاس بينيت    | 100م فراشة S14  | 1:02.91  | 2 Q      | 1:01.58  | الثاني   |
| نيكولاس بينيت    | 100م صدر SB14   | 1:10.53  | 1 Q      | 1:09.40  | الأول    |
| نيكولاس بينيت    | 200م ميدلي SM14 | 2:20.40  | 1 Q      | 2:15.56  | الأول    |
| جيكوب بريشو      | 50م حرة S2      | 2:04.90  | 8 Q      | 2:01.30  | =7       |
| جيكوب بريشو      | 200م حرة S3     | 8:34.66  | 6        |          |          |
| جيكوب بريشو      | 50م ظهر S2      | 2:06.89  | 8 Q      | 2:04.87  | 8        |
| جيكوب بريشو      | 100م ظهر S2     | 4:25.19  | 6        |          |          |
| جيكوب بريشو      | 50م صدر SB2     | 2:04.16  | 9        | لم يتأهل | لم يتأهل |
| جيكوب بريشو      | 150م ميدلي SM3  | 8:45.45  | 5        |          |          |
| تايسون ماكدونالد | 200م حرة S14    | 2:05.18  | 2 Q      | 2:03.44  | الثالث   |
| تايسون ماكدونالد | 100م ظهر S14    | 1:05.99  | 1 Q      | 1:04.24  | الأول    |
| تايسون ماكدونالد | 100م صدر SB14   | 1:14.44  | 3 Q      | 1:13.99  | 4        |
| تايسون ماكدونالد | 200م ميدلي SM14 | 2:22.25  | 2 Q      | 2:19.60  | الثاني   |
| باتريك ووترز     | 100م صدر SB9    | 1:14.77  | الثاني   |          |          |

### السيدات
| الرياضي                                            | الحدث              | التصفيات | التصفيات | النهائي  | النهائي  |
| الرياضي                                            | الحدث              | النتيجة  | الترتيب  | النتيجة  | الترتيب  |
| -------------------------------------------------- | ------------------ | -------- | -------- | -------- | -------- |
| كولين كلويتا                                       | 100م صدر SB7       | 1:50.31  | 3 Q      | 1:50.79  | 4        |
| أريانا هونسكر                                      | 50م حرة S10        | 30.65    | 4 Q      | 30.13    | الثالث   |
| أريانا هونسكر                                      | 100م حرة S10       | 1:08.32  | 4 Q      | 1:06.17  | 4        |
| أريانا هونسكر                                      | 400م حرة S10       | 5:06.42  | الثالث   |          |          |
| أريانا هونسكر                                      | 100م ظهر S10       | 1:15.27  | الثالث   |          |          |
| أريانا هونسكر                                      | 200م ميدلي SM10    | 2:48.51  | الثالث   |          |          |
| أنجيلا مارينا                                      | 200م حرة S14       | 2:15.16  | الأول    |          |          |
| أنجيلا مارينا                                      | 100م ظهر S14       | 1:14.81  | الثاني   |          |          |
| أنجيلا مارينا                                      | 100م فراشة S14     | 1:12.68  | الأول    |          |          |
| أنجيلا مارينا                                      | 100م صدر SB14      | 1:30.88  | 5 Q      | 1:31.36  | 5        |
| أنجيلا مارينا                                      | 200م ميدلي SM14    | 2:41.78  | 4        |          |          |
| كليمانس باري                                       | 50م حرة S5         | 57.87    | 12       | لم يتأهل | لم يتأهل |
| كليمانس باري                                       | 200م حرة S5        | 4:36.38  | 8 Q      | 4:17.62  | 6        |
| كليمانس باري                                       | 50م ظهر S5         | 59.71    | 5 Q      | 1:00.92  | 6        |
| كليمانس باري                                       | 50م فراشة S5       | 1:08.55  | 4        |          |          |
| كليمانس باري                                       | 100م صدر SB5       | 2:57.53  | 7        |          |          |
| كليمانس باري                                       | 200م ميدلي SM5     | 5:01.03  | 4        |          |          |
| كريستال شو                                         | 50م حرة S7         | 40.80    | الثاني   |          |          |
| كريستال شو                                         | 100م حرة S7        | 1:23.90  | الثاني   |          |          |
| كريستال شو                                         | 400م حرة S8        | 6:14.51  | 7        |          |          |
| كريستال شو                                         | 50م فراشة S7       | لم يتأهل | لم يتأهل |          |          |
| كريستال شو                                         | 100م ظهر S7        | 1:44.82  | الثاني   |          |          |
| كريستال شو                                         | 200م ميدلي SM7     | 3:51.81  | 4        |          |          |
| مريم سليمان                                        | 50م حرة S6         | 40.20    | 4 Q      | 38.51    | 4        |
| مريم سليمان                                        | 100م حرة S6        | 1:30.83  | 5 Q      | 1:35.85  | 7        |
| مريم سليمان                                        | 400م حرة S6        | 7:24.43  | 6        |          |          |
| مريم سليمان                                        | 50م فراشة S6       | 46.53    | 7 Q      | 45.84    | 6        |
| مريم سليمان                                        | 100م ظهر S6        | 1:44.76  | الثالث   |          |          |
| مريم سليمان                                        | 100م صدر SB6       | 2:15.36  | 4        |          |          |
| مريم سليمان                                        | 200م ميدلي SM6     | 3:48.10  | 4        |          |          |
| ميشيل توفيزي                                       | 50م حرة S7         | 44.07    | 4        |          |          |
| ميشيل توفيزي                                       | 100م حرة S7        | 1:33.49  | 5        |          |          |
| ميشيل توفيزي                                       | 400م حرة S8        | 6:59.89  | 8        |          |          |
| ميشيل توفيزي                                       | 100م ظهر S7        | DQ       | DQ       |          |          |
| إيما فان ديك                                       | 200م حرة S14       | 2:28.69  | 7        |          |          |
| إيما فان ديك                                       | 100م ظهر S14       | 1:18.82  | 4        |          |          |
| إيما فان ديك                                       | 100م فراشة S14     | 1:18.18  | الثالث   |          |          |
| إيما فان ديك                                       | 100م صدر SB14      | 1:33.46  | 6 Q      | 1:32.83  | 6        |
| إيما فان ديك                                       | 200م ميدلي SM14    | 2:45.76  | 5        |          |          |
| كولين كلويتا أريانا هونسكر كريستال شو ميشيل توفيزي | 4x100م تتابع حرة   | 5:35.07  | 4        |          |          |
| كولين كلويتا أريانا هونسكر كريستال شو ميشيل توفيزي | 4x100م تتابع ميدلي | 1:08.34  | الثالث   |          |          |

## تنس الطاولة

### الرجال
| الرياضي       | الحدث          | التصفيات                         | التصفيات                          | التصفيات                  | التصفيات | ربع النهائي           | نصف النهائي             | النهائي / BM  | النهائي / BM |
| الرياضي       | الحدث          | الخصم النتيجة                    | الخصم النتيجة                     | الخصم النتيجة             | الترتيب  | الخصم النتيجة         | الخصم النتيجة           | الخصم النتيجة | الترتيب      |
| ------------- | -------------- | -------------------------------- | --------------------------------- | ------------------------- | -------- | --------------------- | ----------------------- | ------------- | ------------ |
| بيتر إيشيروود | فردي الرجال C2 | مارسيو دا كوستا (البرازيل) خ 0-3 | نونيز (كوستاريكا) ف 3-0           | —                         | 2        | لم يتأهل              | لم يتأهل                | لم يتأهل      | لم يتأهل     |
| ستيفن دان     | فردي الرجال C3 | كوبولا (الأرجنتين) خ 0-3         | أندريد دي فريتاس (البرازيل) خ 0-3 | —                         | 3        | لم يتأهل              | لم يتأهل                | لم يتأهل      | لم يتأهل     |
| كيرتس كارون   | فردي الرجال C8 | رومان شينشيلا (كوستاريكا) خ 0-3  | بولو أستوديلو (الإكوادور) خ 1-3   | كوردوفا (السلفادور) ف 3-0 | 3        | لم يتأهل              | لم يتأهل                | لم يتأهل      | لم يتأهل     |
| إيان كينت     | فردي الرجال C8 | بيريز (الأرجنتين) ف 3-1          | ماكار (الولايات المتحدة) ف 3-1    | فاسانارو (فنزويلا) ف 3-0  | 1 Q      | ميلو (البرازيل) ف 3-2 | رومان (كوستاريكا) خ 0-3 | —             | الثالث       |

### النساء
| الرياضي      | الحدث          | التصفيات                      | التصفيات                    | التصفيات                | التصفيات                 | التصفيات | ربع النهائي   | نصف النهائي   | النهائي / BM  | النهائي / BM |
| الرياضي      | الحدث          | الخصم النتيجة                 | الخصم النتيجة               | الخصم النتيجة           | الخصم النتيجة            | الترتيب  | الخصم النتيجة | الخصم النتيجة | الخصم النتيجة | الترتيب      |
| ------------ | -------------- | ----------------------------- | --------------------------- | ----------------------- | ------------------------ | -------- | ------------- | ------------- | ------------- | ------------ |
| ستيفاني تشان | فردي النساء C7 | بيريز فيلالبا (المكسيك) خ 3-2 | دوس سانتوس (البرازيل) ف 3-0 | فيريرا (البرازيل) خ 2-3 | مونيوز (الأرجنتين) خ 0-3 | —        | —             | —             | —             | الثالث       |

## التايكوندو
سيشارك لاعب تايكوندو كندي واحد.
| الرياضي       | الحدث | دور الـ16                            | ربع النهائي   | نصف النهائي   | المرحلة التكرارية الجولة 1  | المرحلة التكرارية الجولة 2 | النهائي       |
| الرياضي       | الحدث | الخصم النتيجة                        | الخصم النتيجة | الخصم النتيجة | الخصم النتيجة               | الخصم النتيجة              | الخصم النتيجة |
| ------------- | --- | ------------------------------------ | ------------- | ------------- | --------------------------- | -------------------------- | ------------- |
| أنتوني كابيلو | رجال -61 كجم\|data-sort-value="" style="background: var(--background-color-interactive, #ececec); color: var(--color-base, inherit); vertical-align: middle; text-align: center; " class="table-na" \| تأجيل | كاسترو (جمهورية الدومينيكان) خ 28-13 | —             | —             | فيغيروا (فنزويلا) خروج مؤقت | لم يتأهل                   | لم يتأهل      |

## الكرة الطائرة
تصنيف فريق الكرة الطائرة الجالسة للسيدات في كندا هو رقم 16 عالميًا.

### تشكيلة فريق الرجال
- دوغ ليروييد (القائد)
- كريس بيرد
- ماتيو ليسواي
- جيسي باكينغهام
- أوستن هينتشي
- جيسي وارد
- برايس فوستر
- ميكائيل بارثولدي
- جاموي أندرسون
- دارك سيمونوفيتش
- براد هانتر
- جيف سميث (المدرب الرئيسي)

### تشكيلة فريق السيدات
تشكيلة فريق الكرة الطائرة الجالسة للسيدات في كندا تصنف في المركز السادس عالميًا.
- دانييل إليس (القائد)
- هايدي بيترز
- سارة ميلينكا
- جولي كوزون
- آن فيرغسون
- جولان وونغ
- فيليشيا فوس-شفيق
- كاتلين رايت
- جينيفر أوكيس
- أنجيليانا دوليزار
- أمبر سكيران
- بايدن أولسن
- نيكول بان (المدربة الرئيسية)

### النتائج
| الفريق            | الحدث        | دور المجموعات  | دور المجموعات | دور المجموعات | دور المجموعات  | دور المجموعات          | دور المجموعات | نصف النهائي            | النهائي / BM   | النهائي / BM |
| الفريق            | الحدث        | الخصم النتيجة  | الخصم النتيجة | الخصم النتيجة | الخصم النتيجة  | الخصم النتيجة          | الترتيب       | الخصم النتيجة          | الخصم النتيجة  | الترتيب      |
| ----------------- | ------------ | -------------- | ------------- | --- | -------------- | ---------------------- | ------------- | ---------------------- | -------------- | ------------ |
| فريق الرجال كندا  | دورة الرجال  | كولومبيا ف 3–2 | بيرو ف 3–0    | كوستاريكا ف 3–0 | البرازيل خ 1–3 | الولايات المتحدة خ 0–3 | 3             | الولايات المتحدة خ 0–3 | كولومبيا ف 3–0 | 03 ! [ 8 ]   |
| فريق السيدات كندا | دورة السيدات | البرازيل       | بيرو          | colspan=2 data-sort-value="" style="background: var(--background-color-interactive, #ececec); color: var(--color-base, inherit); vertical-align: middle; text-align: center; " class="table-na" \| — |                |                        |               |                        |                |              |

## كرة السلة على الكراسي المتحركة
| الفريق            | الحدث        | دور المجموعات               | دور المجموعات                 | دور المجموعات                 | دور المجموعات | ربع النهائي                 | نصف النهائي                                           | النهائي / BM                                          | النهائي / BM |
| الفريق            | الحدث        | الخصم النتيجة               | الخصم النتيجة                 | الخصم النتيجة                 | الترتيب       | الخصم النتيجة               | الخصم النتيجة                                         | الخصم النتيجة                                         | الترتيب      |
| ----------------- | ------------ | --------------------------- | ----------------------------- | ----------------------------- | ------------- | --------------------------- | ----------------------------------------------------- | ----------------------------------------------------- | ------------ |
| فريق الرجال كندا  | دورة الرجال  | كولومبيا (كولومبيا) ف 64–51 | المكسيك (المكسيك) ف 74–48     | الأرجنتين (الأرجنتين) ف 79–73 | 1 Q           | بيرو (بيرو) ف 78–31         | كولومبيا (كولومبيا) ف 62–42                           | الولايات المتحدة (الولايات المتحدة الأمريكية) خ 43–76 | الثاني       |
| فريق السيدات كندا | دورة السيدات | كولومبيا (كولومبيا) ف 83–6  | الأرجنتين (الأرجنتين) ف 82–25 | المكسيك (المكسيك) ف 79–21     | -             | البرازيل (البرازيل) خ 61–40 | الولايات المتحدة (الولايات المتحدة الأمريكية) ف 67–64 | الأول                                                 |              |

## كرة الرجبي على الكراسي المتحركة

### تشكيلة الفريق
تكون الفريق المختلط من 1 لاعبة و 10 لاعبين من الذكور.
- ترافيس بروكس موراو
- مايكل وايتهيد
- كودي روبرت كالدويل
- تريفور جيمس هيرش فيلد (القائد)
- باتريس داجيناي (القائد)
- باتريس سيمار
- بنجامين جون بيركنز
- ميلاني لابيل
- شاين سميث
- زاكاري ديفيد ماديل
- إريك فورتادو رودريغيز
- باتريك كوتي (المدرب الرئيسي)
- ديفيد جيمس ويلسي (المدرب المساعد)

### النتائج
| دور المجموعات     | دور المجموعات    | دور المجموعات    | دور المجموعات | دور المجموعات            | دور المجموعات | نصف النهائي      | النهائي / BM             | النهائي / BM |
| الخصم النتيجة     | الخصم النتيجة    | الخصم النتيجة    | الخصم النتيجة | الخصم النتيجة            | الترتيب       | الخصم النتيجة    | الخصم النتيجة            | الترتيب      |
| ----------------- | ---------------- | ---------------- | ------------- | ------------------------ | ------------- | ---------------- | ------------------------ | ------------ |
| الأرجنتين ف 60–24 | البرازيل ف 58–43 | كولومبيا ف 64–45 | تشيلي ف 70–34 | الولايات المتحدة خ 51–54 | 2             | البرازيل ف 56–46 | الولايات المتحدة خ 58–57 | 02 ! [ 10 ]  |